# Impasse du 49-Faubourg-Saint-Martin
L'impasse du 49-Faubourg-Saint-Martin est une voie située dans le quartier de la Porte-Saint-Martin du 10e arrondissement de Paris.

## Situation et accès
L'impasse du 49-Faubourg-Saint-Martin est desservie à proximité par les lignes 4, 8 et 9 à la station Strasbourg - Saint-Denis.

## Origine du nom

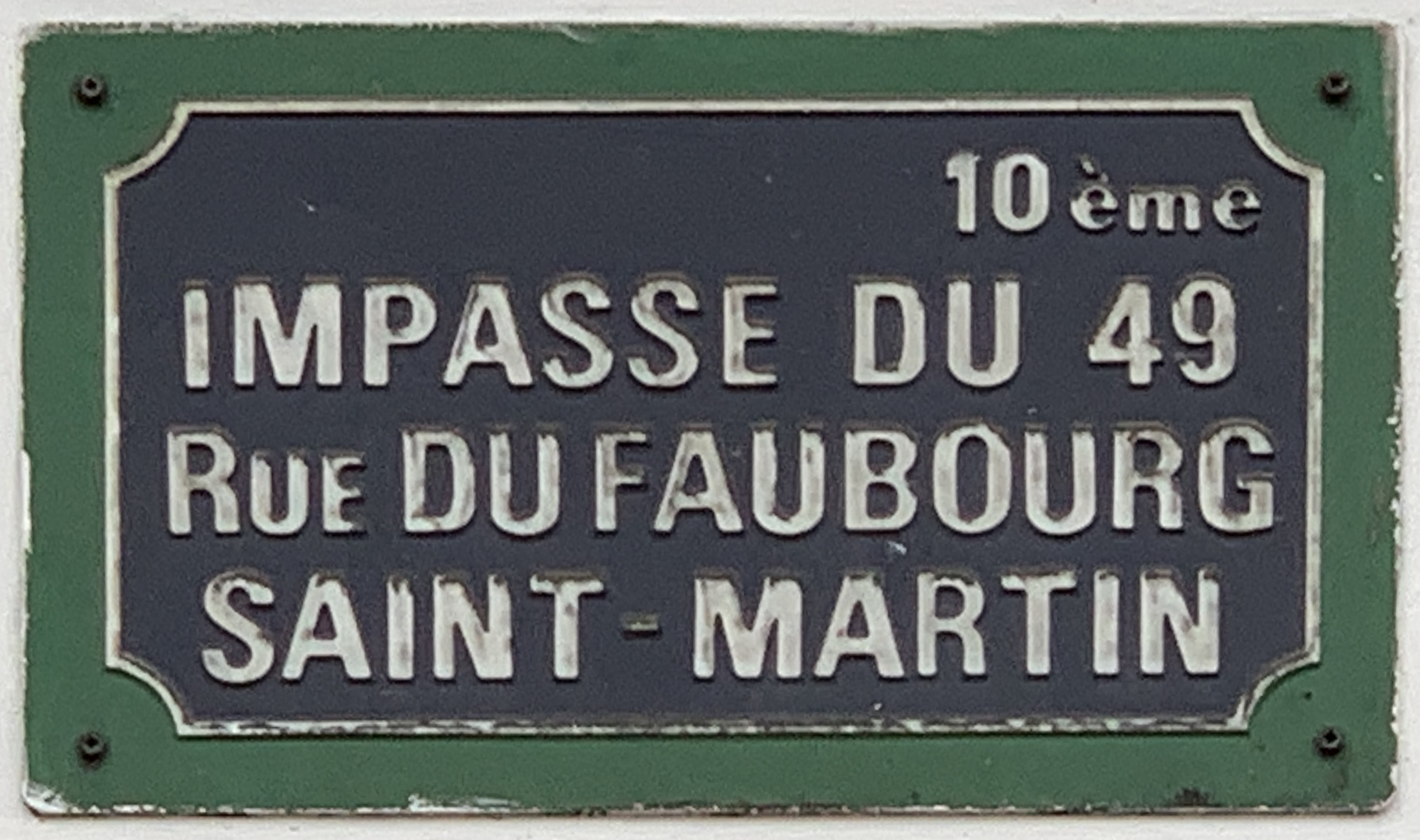
Plaque de l'impasse.

La voie prend sa dénomination actuelle en référence au numéro de voirie de l'immeuble débouchant sur la rue du Faubourg-Saint-Martin.

## Historique
La voie est ouverte sous le nom provisoire de « voie H/10 » avant d'être dénommée « passage Zet » par décret municipal du 6 novembre 1987 ; elle prend sa dénomination actuelle par un autre arrêté municipal en date du 19 août 2004.